# コーリー・アボット
コーリー・ジェームズ・アボット（Cory James Abbott, 1995年9月20日 - ）は、アメリカ合衆国カリフォルニア州サンディエゴ出身のプロ野球選手（投手）。MLBのテキサス・レンジャーズ傘下所属。右投右打。

## 経歴

### プロ入りとカブス時代
2017年のMLBドラフト2巡目（全体67位）でシカゴ・カブスから指名され、プロ入り。契約後、傘下のA-級ユージーン・エメラルズでプロデビュー。5試合に先発登板して防御率3.86、18奪三振を記録した。
2018年はA級サウスベンド・カブスとA+級マートルビーチ・ペリカンズでプレーし、2球団合計で22試合に登板して8勝6敗、防御率2.50、131奪三振を記録した。
2019年はAA級テネシー・スモーキーズでプレーし、26試合に先発登板して8勝8敗、防御率3.01、166奪三振を記録した。
2020年はCOVID-19の影響でマイナーリーグの試合が開催されなかったため、公式戦の登板は無かった。オフの11月20日にルール・ファイブ・ドラフトでの流出を防ぐために40人枠入りした。
2021年は5月のマイナーリーグ開幕をAAA級アイオワ・カブスで迎えた。6月5日にメジャー初昇格を果たし、同日のサンフランシスコ・ジャイアンツ戦でメジャーデビュー。この年メジャーでは7試合（先発1試合）に登板して防御率6.75、12奪三振を記録した。
2022年4月16日にDFAとなった。

### ナショナルズ時代
2022年4月21日に金銭トレードで、ジャイアンツへ移籍した。だが、移籍後はメジャー及びマイナーでも登板が無かった。5月4日にウェイバー公示を経てワシントン・ナショナルズへ移籍した。この年メジャーでは16試合（先発9試合）に登板して0勝5敗、防御率5.25、45奪三振を記録した。 
2023年は22試合に登板して1勝2敗、防御率6.64、40奪三振を記録した。オフの11月17日にノンテンダーFAとなった。

### マリナーズ傘下時代
2024年1月9日にシアトル・マリナーズとマイナー契約を結び、同年のスプリングトレーニングには招待選手として参加したが、4月3日に自由契約となった。

### ホワイトソックス傘下時代
2024年4月12日にシカゴ・ホワイトソックスとマイナー契約を結び、16日にAAA級シャーロット・ナイツに配属された。この年、メジャーに昇格する機会は一度も無く、オフの11月4日にFAとなった。

### レンジャーズ傘下時代
2025年4月17日にメキシカンリーグのドスラレドス・オウルズと契約を結んでいたが、5月7日にテキサス・レンジャーズとマイナー契約を結び、同日中にAAA級ラウンドロック・エクスプレスに配属された。

## 詳細情報

### 年度別投手成績
| 年 度    | 球 団    | 登 板 | 先 発 | 完 投 | 完 封 | 無 四 球 | 勝 利 | 敗 戦 | セ 丨 ブ | ホ 丨 ル ド | 勝 率 | 打 者 | 投 球 回 | 被 安 打 | 被 本 塁 打 | 与 四 球 | 敬 遠 | 与 死 球 | 奪 三 振 | 暴 投 | ボ 丨 ク | 失 点 | 自 責 点 | 防 御 率 | W H I P |
| -------- | -------- | ----- | ----- | ----- | ----- | -------- | ----- | ----- | -------- | ----------- | ----- | ----- | -------- | -------- | ----------- | -------- | ----- | -------- | -------- | ----- | -------- | ----- | -------- | -------- | ------- |
| 2021     | CHC      | 7     | 1     | 0     | 0     | 0        | 0     | 0     | 0        | 0           | ----  | 82    | 17.1     | 20       | 7           | 11       | 0     | 0        | 12       | 2     | 0        | 15    | 13       | 6.75     | 1.78    |
| 2022     | WSH      | 16    | 9     | 0     | 0     | 0        | 0     | 5     | 0        | 0           | .000  | 216   | 48.0     | 44       | 12          | 25       | 0     | 5        | 45       | 2     | 0        | 30    | 28       | 5.25     | 1.43    |
| 2023     | WSH      | 22    | 0     | 0     | 0     | 0        | 1     | 2     | 0        | 0           | .333  | 183   | 39.1     | 48       | 9           | 19       | 0     | 4        | 40       | 4     | 1        | 29    | 29       | 6.64     | 1.70    |
| MLB：3年 | MLB：3年 | 46    | 10    | 0     | 0     | 0        | 1     | 7     | 0        | 0           | .125  | 481   | 104.2    | 112      | 28          | 55       | 0     | 9        | 97       | 8     | 1        | 74    | 70       | 6.02     | 1.59    |

- 2024年度シーズン終了時

### 背番号
- 15（2021年）
- 77（2022年 - 2023年）